# 제일월곡인조잔디구장
제일월곡인조잔디구장(第一月谷人造잔디動場, Jeil Wolgok Artificial Grass Field)은 대한민국 서울특별시에 있는 스포츠 시설이다. 인조잔디 필드가 갖춰진 경기장이며, 2005년 6월에 준공되었다. '월곡인조잔디축구장'으로 개장한 후, 2022년 하반기에 '제일월곡인조잔디구장'으로 명칭을 변경했다.

## 참고 문헌
- 〈제일월곡인조잔디구장〉. 《성북마을아카이브》. 성북문화원.
- 《성북 100경》. 성북구청. 2014.
- 《2023 전국 공공체육시설 현황 (2022년 12월말 기준)》. 대한민국 문화체육관광부. 2024.